# 照和
照和（しょうわ）は、福岡県福岡市中央区天神2丁目に存在するライブ喫茶。

## 概要
1970年11月に開店した。オーナーは教育者でもあり、照和の名前には、当時学生運動などで騒然としていた世の中を明るく照らしたいというオーナーの願いが込められている。また、空前のフォークブームで市内の公園などで夜な夜な歌う若者も多く、若い人が喜ぶのならばと思って誕生したという。
1960年代末は、広島フォーク村や関西フォークが盛んで、福岡のミュージック・シーンは一大ムーブメントにはなっていなかった。照和が出来てある種の群れが出来上がっていった。
ステージはわずか高さ10cmの台であるが、70年代、80年代はこのステージに上がることが、大変名誉なことであり、福岡発の大物ミュージシャンは若手時代、照和を目標に音楽活動をしていた。
福岡・九州のミュージックシーンを支えた。若手ミュージシャンたちは、店の食事メニューをギャラ代わりにステージに上がっていたが、下手な歌手が登場すると客があっさり帰ったり、辛辣な野次が飛ぶなど、目の肥えた厳しい観客が揃っていたことから、彼らはここで鍛えられた。福岡は、多くの芸能人を輩出していることから、ビートルズを生んだリバプールにちなんで「日本のリバプール」と呼ばれていた時期があったが、多くのミュージシャンを見出した岸川均（当時KBC九州朝日放送ディレクター）の存在や、RKBラジオ「スマッシュ!!11」などと並んで、照和はその象徴でもあった。
1978年に一度閉店したが、1991年に営業を再開。現在も毎週金曜・土曜にはライブを開催しており、ライブ喫茶として福岡のアマチュア音楽シーンを支えている。

## 主な出身ミュージシャン
- 鮎川誠（サンハウス/シーナ&ザ・ロケッツ）
- 石橋凌（ARB）
- 海援隊
- 甲斐バンド
- 陣内孝則（ザ・ロッカーズ）
- 竹本孝之
- 田中一郎（リンドン）
- 田中満
- チューリップ
- CHAGEandASKA
- 永井龍雲
- 長渕剛（永渕剛）
- 西田昭彦
- 西村晋弥（シュノーケル）[3]
- 原口純子
- 日高美子
- THE MODS
- The LOVE
- ルースターズ
- 長澤知之

## チューリップと海援隊
照和では1970年代初期、チューリップと海援隊が最も人気があったとされていて、海援隊の武田鉄矢は、著書でチューリップをライバルと書いているほどだった。
しかし、チューリップのメジャーデビューが決定、海援隊のドラマーだった上田雅利が、その力量を財津和夫に認められて、チューリップに引き抜かれることになり、海援隊は一時解散状態となった。当時、チューリップは、照和の閉店後、午後11時から翌朝7時まで店を借りて、猛練習をしていたという。
同じ頃、千葉和臣・姫野達也による、ライラックも解散。理由としては、姫野がチューリップに入ったことが原因といわれている。残された千葉は、その美声とギターの上手さで、後に海援隊のリードギターを担当することになる。その後、海援隊もメジャーデビュー。海援隊は、武田鉄矢（vo,per,三味線）・中牟田俊男（g、Vo）・千葉和臣（g、Vo）の3人で、チューリップは、財津和夫（Vo、Key、P、g）・姫野達也（Vo,Key,g）・上田雅利（d）・吉田彰（b）・安部俊幸（g）の5人で、それぞれ照和を旅立つことになる。
武田によれば、チューリップの照和での練習中、コーラスのハーモニーを乱したメンバーがいると、財津はメンバーに間違えたことを白状させた上、顔面を平手打ちするなどの鉄拳制裁を加えていたという。
また財津は、この時期の武田のことを「彼は曲の途中で『とんぼを切る』のが上手くてね」と語っている（「HEY!HEY!HEY! MUSIC CHAMP」出演時）。

## 映画
2010年12月18日より、この照和を舞台にした甲斐バンドのドキュメンタリー＆ライヴ映画『照和 My Little Town KAI BAND』が、全国ロードショーされた。この映画はデビュー35周年を記念して、プロとして初めて照和にてライヴを行った『甲斐バンド Live at the 照和』（2010年4月9日～11日、3Days5公演）の模様を映像化した上で、"ライブ喫茶・照和"を語るインタビューを交えて制作されたものである。
甲斐バンドのメンバーの他に、千葉和臣（海援隊）・森山達也（THE MODS）・陣内孝則ら、照和出身アーティストがインタビューで出演。
監督は、フカツマサカズ、ナレーションは俳優・大森南朋が担当している。
１ステージわずか60席、3日間で合計約300名の観客を動員した貴重な歴史的ライヴの模様は、カメラを8台使って撮影された。

## お笑いライブ
2006年夏から、ワタナベエンターテインメント九州支部所属のお笑いタレント・ゴリけんとパラシュート部隊の二組が、ミュージシャン以外では初となるお笑いライブを開催している。